# Molopopterus beta
Molopopterus beta är en insektsart som beskrevs av Irena Dworakowska 1973. Molopopterus beta ingår i släktet Molopopterus och familjen dvärgstritar.
Artens utbredningsområde är Etiopien. Inga underarter finns listade i Catalogue of Life.